# Amelia Island Championships
L'Amelia Island Championships è stato un torneo femminile di tennis che si è disputato dal 1980 al 2010 prima all'Amelia Island Plantation di Amelia Island e, per le sue ultime due edizioni, al Sawgrass Country Club di Ponte Vedra Beach, sempre in Florida.
Fin dal 1980, questo evento ha fatto parte della categoria International e giocato sulla terra verde.

## Storia
Il torneo ha assunto diversi nomi nel corso della sua storia in base allo sponsor ufficiale:
- 1980 - 1983: Murjani WTA Championships
- 1984: Lipton WTA Championships
- 1984: NutraSweet WTA Championships
- 1985 - 1986: Sunkist WTA Championships
- 1987 - 2008: Bausch & Lomb Championships
- 2009 - 2010: The MPS Group Championships

Martina Navrátilová, Chris Evert, Steffi Graf, Gabriela Sabatini hanno il record dei titoli nel singolare con 3 trofei ciascuno. Mentre nel doppio Arantxa Sánchez Vicario s'impone sulle altre avversarie con 6 titoli vinti con 6 partners diversi.

## Albo d'oro

### Singolare
| Anno | Campionessa             | Finalista              | Punteggio        |
| ---- | ----------------------- | ---------------------- | ---------------- |
| 1980 | Martina Navrátilová (1) | Hana Mandlíková        | 5–7, 6–3, 6–2    |
| 1981 | Chris Evert (1)         | Martina Navrátilová    | 6–0, 6–0         |
| 1982 | Chris Evert (2)         | Andrea Jaeger          | 6–3, 6–1         |
| 1983 | Chris Evert (3)         | Carling Bassett-Seguso | 6–3, 2–6, 7–5    |
| 1984 | Martina Navrátilová (2) | Chris Evert            | 6–2, 6–0         |
| 1985 | Zina Garrison           | Chris Evert            | 6–4, 6–3         |
| 1986 | Steffi Graf (1)         | Claudia Kohde Kilsch   | 6–4, 5–7, 7–6    |
| 1987 | Steffi Graf (2)         | Hana Mandlíková        | 6–3, 6–4         |
| 1988 | Martina Navrátilová (3) | Gabriela Sabatini      | 6–0, 6–2         |
| 1989 | Gabriela Sabatini (1)   | Steffi Graf            | 3–6, 6–3, 7–5    |
| 1990 | Steffi Graf (3)         | Arantxa Sánchez        | 6–1, 6–0         |
| 1991 | Gabriela Sabatini (2)   | Steffi Graf            | 7–5, 7–6         |
| 1992 | Gabriela Sabatini (3)   | Steffi Graf            | 6–2, 1–6, 6–3    |
| 1993 | Arantxa Sánchez (1)     | Gabriela Sabatini      | 6–2, 5–7, 6–2    |
| 1994 | Arantxa Sánchez (2)     | Gabriela Sabatini      | 6–1, 6–4         |
| 1995 | Conchita Martínez       | Gabriela Sabatini      | 6–1, 6–4         |
| 1996 | Irina Spîrlea           | Mary Pierce            | 6–7, 6–4, 6–3    |
| 1997 | Lindsay Davenport (1)   | Mary Pierce            | 6–2, 6–3         |
| 1998 | Mary Pierce             | Conchita Martínez      | 6(8)–7, 6–0, 6–2 |
| 1999 | Monica Seles (1)        | Ruxandra Dragomir Ilie | 6–2, 6–3         |
| 2000 | Monica Seles (2)        | Conchita Martínez      | 6–3, 6–2         |
| 2001 | Amélie Mauresmo         | Amanda Coetzer         | 6–4, 7–5         |
| 2002 | Venus Williams          | Justine Henin          | 2–6, 7–5, 7–6(5) |
| 2003 | Elena Dement'eva        | Lindsay Davenport      | 4–6, 7–5, 6–3    |
| 2004 | Lindsay Davenport (2)   | Amélie Mauresmo        | 6–4, 6–4         |
| 2005 | Lindsay Davenport (3)   | Silvia Farina Elia     | 7–5, 7–5         |
| 2006 | Nadia Petrova           | Francesca Schiavone    | 6–4, 6–4         |
| 2007 | Tatiana Golovin         | Nadia Petrova          | 6–2, 6–1         |
| 2008 | Marija Šarapova         | Dominika Cibulková     | 7–6(7), 6–3      |
| 2009 | Caroline Wozniacki (1)  | Aleksandra Wozniak     | 6–1, 6–2         |
| 2010 | Caroline Wozniacki (2)  | Ol'ga Govorcova        | 6–2, 7-5         |

### Doppio
| Anno | Campionesse                                    | Finaliste                                      | Punteggio        |
| ---- | ---------------------------------------------- | ---------------------------------------------- | ---------------- |
| 1980 | Rosemary Casals Ilana Kloss                    | Kathy Jordan Pam Shriver                       | 7–6, 7–6         |
| 1981 | Kathy Jordan (1) Anne Smith (1)                | Joanne Russell Pam Shriver                     | 6–3, 5–7, 7–6    |
| 1982 | Leslie Allen Mima Jaušovec                     | Barbara Potter Sharon Walsh                    | 6–1, 7–5         |
| 1983 | Candy Reynolds Rosalyn Fairbank (1)            | Virginia Ruzici Hana Mandlíková                | 6–4, 6–2         |
| 1984 | Kathy Jordan (2) Anne Smith (2)                | Anne Hobbs Mima Jaušovec                       | 6–4, 4–6, 6–4    |
| 1985 | Rosalyn Fairbank (2) Hana Mandlíková           | Carling Bassett-Seguso Chris Evert             | 6–1, 2–6, 6–2    |
| 1986 | Claudia Kohde Kilsch Helena Suková (1)         | Gabriela Sabatini Catherine Tanvier            | 6–2, 5–7, 7–6    |
| 1987 | Steffi Graf Gabriela Sabatini                  | Hana Mandlíková Wendy Turnbull                 | 3–6, 6–3, 7–5    |
| 1988 | Zina Garrison Eva Pfaff                        | Katrina Adams Penny Barg-Mager                 | 4–6, 6–2, 7–6    |
| 1989 | Larisa Neiland (1) Nataša Zvereva (1)          | Martina Navrátilová Pam Shriver                | 7–6(4), 2–6, 6–1 |
| 1990 | Mercedes Paz Arantxa Sánchez Vicario (1)       | Regina Rajchrtová Andrea Temesvári             | 7–6, 6–4         |
| 1991 | Arantxa Sánchez Vicario (2) Helena Suková (2)  | Mercedes Paz Nataša Zvereva                    | 4–6, 6–2, 6–2    |
| 1992 | Arantxa Sánchez Vicario (3) Nataša Zvereva (2) | Zina Garrison Jana Novotná                     | 6–1, 6–0         |
| 1993 | Manuela Maleeva Fragniere Leila Meskhi         | Amanda Coetzer Inés Gorrochategui              | 3–6, 6–3, 6–4    |
| 1994 | Larisa Neiland (2) Arantxa Sánchez Vicario (4) | Amanda Coetzer Inés Gorrochategui              | 6–2, 6–7, 6–4    |
| 1995 | Amanda Coetzer Inés Gorrochategui              | Nicole Arendt Manon Bollegraf                  | 6–2, 3–6, 6–2    |
| 1996 | Chanda Rubin Arantxa Sánchez Vicario (5)       | Meredith McGrath Larisa Neiland                | 6–1, 6–1         |
| 1997 | Lindsay Davenport (1) Jana Novotná             | Nicole Arendt Manon Bollegraf                  | 6–3, 6–0         |
| 1998 | Sandra Cacic Mary Pierce                       | Barbara Schett Patty Schnyder                  | 7–6, 4–6, 7–6    |
| 1999 | Conchita Martínez (1) Patricia Tarabini (1)    | Lisa Raymond Rennae Stubbs                     | 7–5, 0–6, 6–4    |
| 2000 | non disputato a causa della pioggia            |                                                |                  |
| 2001 | Conchita Martínez (2) Patricia Tarabini (2)    | Martina Navrátilová Arantxa Sánchez Vicario    | 6–4, 6–2         |
| 2002 | Daniela Hantuchová Arantxa Sánchez Vicario (6) | María Emilia Salerni Åsa Svensson              | 6–4, 6–2         |
| 2003 | Lindsay Davenport (2) Lisa Raymond             | Virginia Ruano Pascual Paola Suárez            | 7–5, 6–2         |
| 2004 | Nadia Petrova Meghann Shaughnessy              | Myriam Casanova Alicia Molik                   | 3–6, 6–2, 7–5    |
| 2005 | Bryanne Stewart Samantha Stosur                | Květa Peschke Patty Schnyder                   | 6–4, 6–2         |
| 2006 | Shinobu Asagoe Katarina Srebotnik (1)          | Liezel Huber Sania Mirza                       | 6–2, 6–4         |
| 2007 | Mara Santangelo Katarina Srebotnik (2)         | Anabel Medina Garrigues Virginia Ruano Pascual | 6–3, 7–6(4)      |
| 2008 | Bethanie Mattek (1) Vladimíra Uhlířová         | Viktoryja Azaranka Elena Vesnina               | 6–3, 6–1         |
| 2009 | Chuang Chia-jung Sania Mirza                   | Květa Peschke Lisa Raymond                     | 6–3, 4–6, [10–7] |
| 2010 | Bethanie Mattek-Sands (2) Yan Zi               | Chuang Chia-jung Peng Shuai                    | 4–6, 6–4, [10–8] |